# Rumont (Meuse)
Rumont ist eine französische Gemeinde mit 84 Einwohnern (Stand: 1. Januar 2022) im Département Meuse in der Region Grand Est. Sie gehört zum Arrondissement Bar-le-Duc und zum Kanton Bar-le-Duc-1.

## Geografie
Die Gemeinde Rumont liegt an der oberen Ezrule, einem Zufluss der Aire, zwölf Kilometer nordöstlich von Bar-le-Duc. Nachbargemeinden sind Érize-la-Brûlée im Norden, Villotte-sur-Aire im Nordosten, Levoncourt im Osten, Lavallée im Südosten, Érize-Saint-Dizier im Süden, Naives-Rosières im Südwesten, Vavincourt im Westen sowie Seigneulles im Nordwesten.

## Bevölkerungsentwicklung
| Jahr      | 1962 | 1968 | 1975 | 1982 | 1990 | 1999 | 2008 | 2019 |
| --------- | ---- | ---- | ---- | ---- | ---- | ---- | ---- | ---- |
| Einwohner | 127  | 102  | 98   | 96   | 103  | 87   | 100  | 85   |

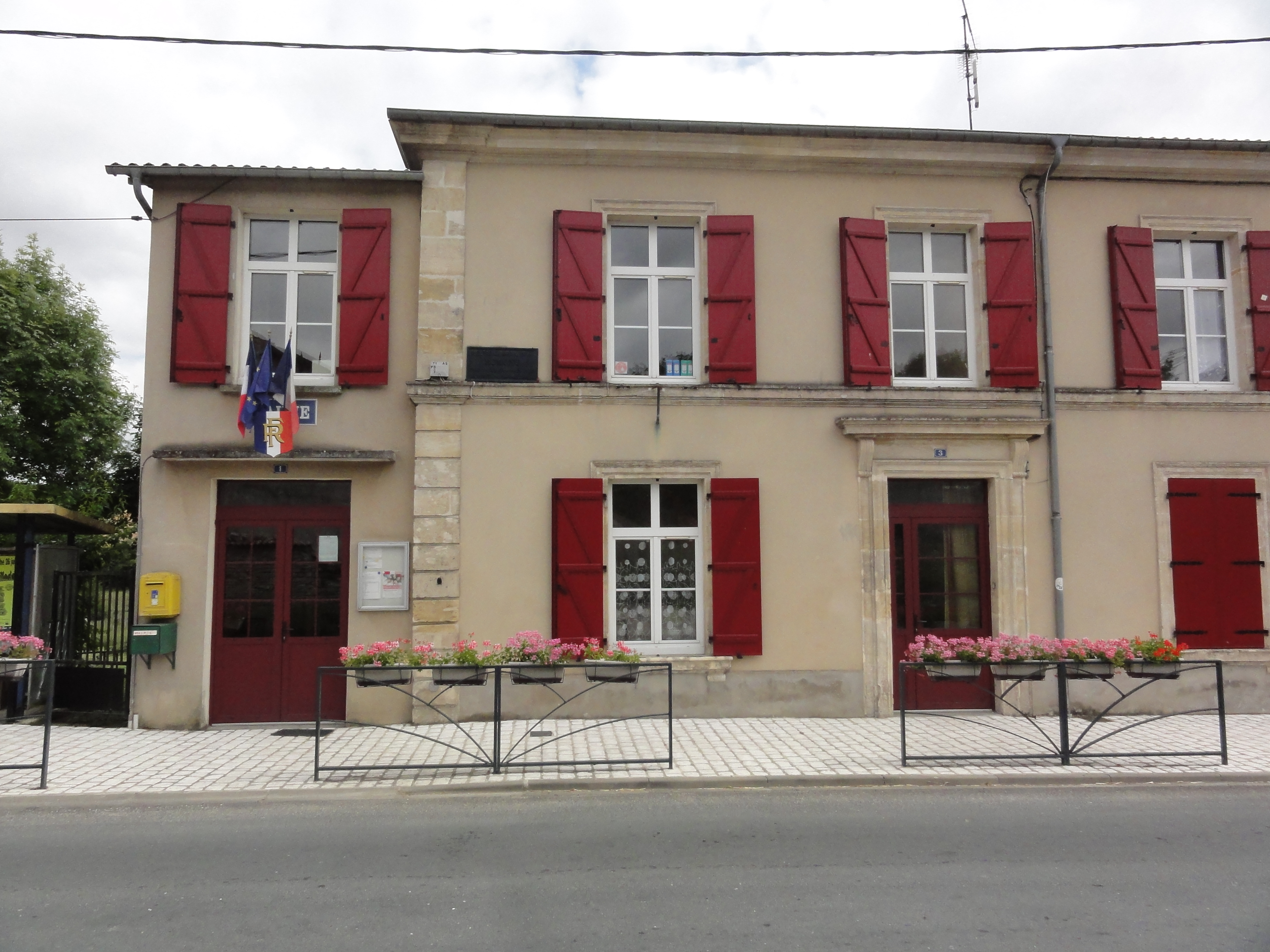
Mairie Rumont
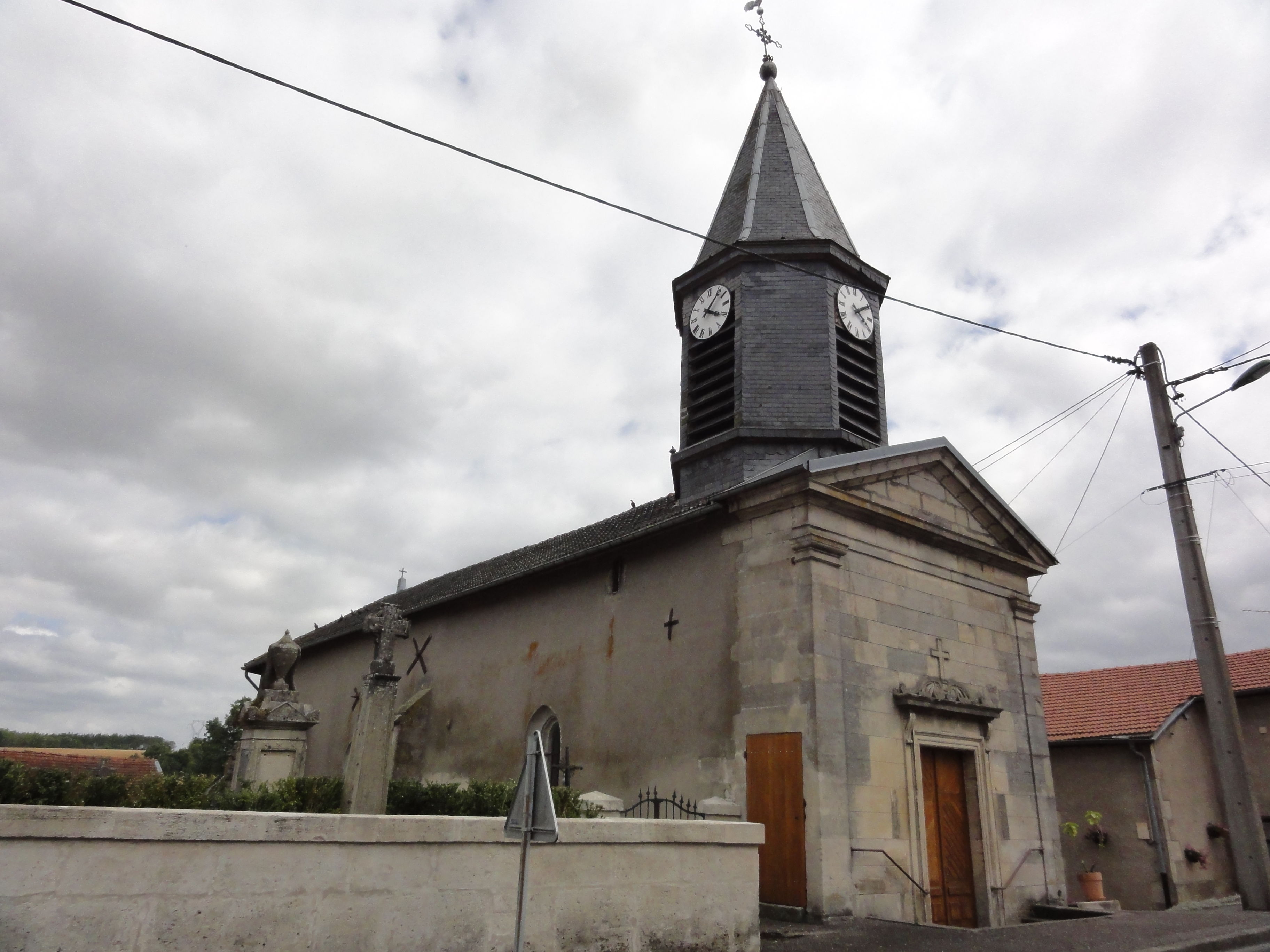
Kirche Saint-Hippolyte